# (13222) Ichikawakazuo
(13222) Ichikawakazuo est un astéroïde de la ceinture principale.

## Description
(13222) Ichikawakazuo est un astéroïde de la ceinture principale. Il fut découvert le 27 juillet 1997 à Nanyo par Tomimaru Okuni. Il présente une orbite caractérisée par un demi-grand axe de 2,73 UA, une excentricité de 0,06 et une inclinaison de 9,5° par rapport à l'écliptique.

## Compléments